# Astrojax

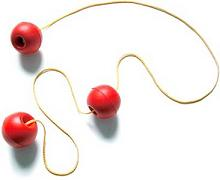
Astrojax

L’Astrojax est une marque déposée d'un jouet constitué de 3 boules lestées et d’une ficelle. Une boule est attachée à chaque extrémité et la troisième est libre de glisser sur la ficelle entre les deux autres.
Chacune des balles contient un poids en métal. Ce poids en métal baisse le moment d’inertie de la boule centrale qui peut ainsi tourner rapidement en réponse au couple appliqué par la corde. Ceci empêche la corde de s’emmêler autour de la boule centrale.
L’Astrojax est un mélange entre la jonglerie, le yo-yo, le diabolo, le bilboquet et le lasso. Il permet de réaliser un grand nombre de figures. Les manipulations basiques sont les orbites verticales et horizontales ainsi que la figure en forme de 8 (papillon).
L'Astrojax a été utilisé pour enseigner la physique dans les écoles, collèges et universités. L’Astrojax a été emmené dans l’espace par la NASA pour leur programme Toys in Space (« Jouet dans l’espace ») et a été un sujet de recherche sur les mouvements non linéaires, le chaos et le problème à N corps sur une sphère à l'aide de modélisation informatique sophistiquées et de mathématiques avancées,,. L'Astrojax peut, par exemple, être utilisé pour démontrer la conservation du moment cinétique, comment la réduction du moment cinétique d'un objet augmente sa vitesse angulaire et comment la gravité de la terre maintient la lune dans son orbite .

## Histoire
L’Astrojax a été inventé par le physicien Larry Shaw en 1986 alors qu'il jouait avec des écrous et du fil dentaire . Il est apparu pour la première fois dans le commerce en 1994 vendu par The Nature Company sous le nom d'"Orbit Balls". Les années suivantes, il a été vendu par New Toy Classics.
De l'an 2000 à 2015, l'Astrojax a fait l'objet d'une licence accordé à Active People, une société Suisse spécialisée en yo-yos, jonglerie, cerfs-volants ou des jouets comme le Bilibo. En 2003, des chaînes telles que Target, Wallmart, KB Toys et Tors-R-Us ont commencé à distribuer le produit.
En 2014, Larry Shaw a mis fin à la licence de la société Active People pour rupture de contrat notamment dû au défaut de paiement des redevances. En 2015, Larry Shaw a initié un arbitrage international contre Active People car ceux-ci continuaient de vendre des Astrojax. La sentence finale de la procédure d'arbitrage comprenait une injonction contre les ventes d'Astrojax par Active People et l'attribution à Shaw de redevances de retour. La sentence finale attribuait des frais et des dépenses pour l'arbitrage à Active People, indiquant qu'Active People n'avait aucune raison légale de ne pas payer les redevances ou d'honorer la résiliation de sa licence pour Astrojax . En 2017, un tribunal de district des États-Unis a rendu une décision qui comprenait une injonction fédérale contre les ventes d'Astrojax par Active People .
Fin 2017, Larry Shaw a relancé l'Astrojax avec l'Astrojax Weave. L'Astrojax Weave  est constitué de balles tricotées à la main équitablement et fabriqué à partir de granulés de liège recyclés. Les balles du Weave mesure 4,5 cm de diamètre, plus que les précédents modèles. Trois modèles existent:
- Le Maya dont les balles sont légères et la corde plus courtes [9]
- Le Spectra (6 versions) avec des balles de poids intermédiaire et une corde de longueur moyenne [10]
- Le Pro (2 versions) qui a des balles plus lourdes et une corde plus longue [11]

L’Astrojax a gagné de nombreux prix et a été emmené dans l’espace par la NASA pour leur programme Toys in Space (« Jouet dans l’espace ») . Il possède aussi trois catégories dans le Livre Guinness des records.

## Types d'Astrojax
Différents types d'Astrojax étaient vendus par Active People, notamment :
- Le modèle Plus, constitués d'une mousse douce qui en fait le meilleur modèle pour les débutants. Ce modèle permet d'effectuer des rebonds mais n'est pas visuellement attractif. C'est le même modèle qui a été vendu par New Toy Classics dans les années 1990.
- Le V-max, fabriqué à partir de polycarbonate, un matériau robuste. Sur ce modèle, les frictions ont été réduites et cela rend le V-max très adapté aux mouvements rapides. Il est disponible dans une grande variété de couleurs, ainsi qu'en éditions semi chromées comme le Back Jack, Ambre, Lagoon, Blanche Neige, Pachuli ou encore le Hyper Frog.
- Le Saturn est fabriqué à partir de plastique de haute qualité et à 4 DEL sur chacune des balles. Les DEL peuvent être réglées en mode continu ou en mode "disco" stroboscopique. La version standard du Saturn a des balles avec des DEL rouges, jaunes et vertes mais il existe également une version avec des DEL bleues super brillantes appelée Blue DIamond.
- L'Aqua est un modèle rempli de liquide qui est constitué d'une poche souple en PVC sans phtalate entouré d'un vortex en plastique dur. Les fluides circulant dans la poche diminuent dynamiquement le moment d'inertie des balles.
- Le MX est une version modulaire de l'Astrojax. Les différentes parties sont : un poids central en métal pressé, un vortex en deux parties, un manteau extérieur (en mousse ou en résine thermoplastique), des embouts bloquants et une ficelle. Toutes les parties (sauf le poids central) sont disponibles en au moins quatre couleurs, ce qui permet de les assembler en un grand nombre de combinaisons possibles.

## Exemple de mouvements
1. Orbite horizontale : une des balles est dans la main du joueur, les deux autres maintiennent une orbite horizontale en dessous. Les deux balles qui tournent se contrebalancent l'une l'autre. Les mouvements sont maintenus par de petits mouvement du joueur sur la balle supérieure qui empêchent le ralentissement des deux autres balles. Ce mouvement peut être démarré en tenant la balle supérieure et la balle inférieure en faisant tourner la balle du milieu. En relâchant la balle inférieure, les orbites horizontales vont se créer.
2. Orbite verticale : identique à l'orbite horizontale mais avec la balle du milieu et la balle du bas qui tournent perpendiculairement au sol. En tirant légèrement sur la balle supérieure, le joueur peut perpétuer le mouvement aussi longtemps qu'il le souhaite. C'est le mouvement de départ pour les deux mouvements.
3. Papillon : le joueur doit commencer par faire l'orbite verticale puis doit déplacer sa main rapidement de droite à gauche, en rythme avec la rotation de la balle inférieure. Les balles vont alors bouger selon un mouvement ressemblant à une spirale.
4. Switch : lors d'orbite verticale, le joueur lâche la balle supérieure et attrape la balle inférieure. L'orbite continue alors en position inversée. Ce mouvement peut être répété plusieurs fois pour ajouter de l'effet.
5. Venus : la balle inférieure d'une orbite verticale est tirée si fort que la balle passe au-dessus des bras du joueur suivie par la balle du milieu. Ce mouvement peut aussi être répété pour avoir un meilleur effet.
6. Thriller ou « Eskimo Yo-Yo » : le joueur doit tenir la balle du milieu dans une main et commencer à balancer la balle de droite autour. Ensuite, il doit lancer la balle de gauche autour et les regarder se balancer.

## Marque déposée
Astrojax, Weave, Aqua, Maya, Spectra, vortex, string bud, Free-Dimensional Orbiter, Saturn, Blue Diamond, sont les marques déposée de New Toy Classics (San Francisco, CA) 